# Hockey in Kanada
In Kanada wird Hockey nur von Frühling bis zum Frühherbst gespielt. Eine Ausnahme bildet das südwestliche British Columbia, dort wird ganzjährig Feldhockey gespielt. Hockey ist in der Regel ein Mädchensport in den Schulen, Ligen für Erwachsene gibt es allerdings für beide Geschlechter. Aktuell sind zwischen 10.000 und 15.000 Mitglieder in 350–400 Hockeyvereinen organisiert.
Die moderne Form des Hockeys wurde innerhalb Kanadas zuerst in British Columbia gespielt. 1896 fand das erste belegte Spiel in Kanada zwischen Mädchen aus Vancouver statt. Anschließend gründeten sie den Vancouver Ladies Club. Um die Jahrhundertwende spielten auch Männer in Vancouver und Victoria und ein Vancouver Liga wurde 1902 gegründet. Die erste Frauenorganisation wurde 1927 gegründet.
Nach dem Zweiten Weltkrieg beeinflusste die Immigration aus allen Teilen des Commonwealth of Nations die Verbreitung des Sports über ganz Kanada. 1959 wurde Hockey auch in den Maritimes, Ontario und Alberta gespielt. Der kanadische (Männer-)Hockeyverband wurde 1961 ins Leben gerufen; 1962 folgte der Frauenverband. 1992 fusionierten CFHA und CWFHA zu Field Hockey Canada.
Die Damennationalmannschaft nahm ab 1956 an internationalen Turnieren teil.